# Doualai nemzetközi repülőtér
A doualai nemzetközi repülőtér (IATA: DLA, ICAO: FKKD) Kamerun legnagyobb városának, Doualának nemzetközi repülőtere. A repülőtér az ország legforgalmasabb légikikötője, a várostól 5 km-re dél-délkeletre fekszik. Éves utasforgalma 805 557 fő (2017).

## Légitársaságok és úticélok
2023-ban a Doualai nemzetközi repülőtérről az alábbi járatok indulnak:
| Légitársaság            | Célállomások |
| ----------------------- | --- |
| Africa's Connection STP | São Tomé |
| Afrijet                 | Libreville |
| Air Côte d'Ivoire       | Abidjan, Bangui, N'Djamena                                                                                                   |
| Air France              | Malabo, Párizs-Charles de Gaulle repülőtér                                                                                   |
| Air Senegal             | Dakar–Diass |
| ASKY Airlines           | Bangui, Johannesburg–OR Tambo, Lagos, Libreville, Lomé, N'Djamena                                                            |
| Brussels Airlines       | Brüsszel |
| Camair-Co               | Abidjan, Bafoussam, Bamenda, Bangui, Cotonou, Dakar–Diass, Garoua, Lagos, Libreville, Maroua, N'Djamena, Ngaoundéré, Yaoundé |
| CEIBA Intercontinental  | Bata, Malabo |
| Congo Airways           | Kinshasa–N'Djili |
| Cronos Airlines         | Lagos, Malabo |
| EgyptAir                | Cairo |
| Ethiopian Airlines      | Addis Ababa, Malabo |
| Kenya Airways           | Nairobi–Jomo Kenyatta |
| Royal Air Maroc         | Casablanca |
| RwandAir                | Bangui, Kigali, Libreville                                                                                                   |
| Trans Air Congo         | Libreville, Pointe-Noire |
| Turkish Airlines        | Istanbul |

## Forgalom
Az utasforgalom az elmúlt években az alábbi módon változott:
| Utasok száma | 617 862 | 689 160 | 745 286 | 809 858 | 715 025 | 805 557 | 1 062 570 |
|              | 2011    | 2012    | 2013    | 2015    | 2016    | 2017    | 2018      |

## Balesetek
- 1962. március 4.: Caledonian Airways, 153-as járat felszálláskor fának ütközött majd felrobbant. Halálos áldozatok száma: 111 fő.
- 2007. május 5.: Kenya Airways, 507-es járat közvetlenül a felszállás után a repülőtértől 5,5 km-re lezuhant. A balesetnek 114 áldozata volt.